# رضا سقایی
محمدرضا سقایی (۲۰ فروردین ۱۳۱۸ خرم‌آباد – ۲۷ تیر ۱۳۸۹ تهران) خواننده محلی موسیقی لری بود.
سقایی در خرم‌آباد به دنیا آمد و با کشف استعداد او توسط محمد رایگان گوینده رادیو به بی‌سیم ارتش در قلعه فلک الافلاک رفت پس از مدتی توسط استاد حمید ایزدپناه به رادیو تهران معرفی شد و دو ترانه «گندم‌خر» و «کوش‌طلا» را خواند و در طول زندگی هنری خود با نوازندگانی چون مجتبی میرزاده، نبی فیروزی و فرج علیپور همکاری داشت. به تشویق عبدالله غیابی نخستین فیلمساز لرستانی بر اساس موسیقی متن فیلم میراث پس از اکران ترانه‌های لری را با سازهای خارجی اجرا کرد و در همان اثر ترانه دایه دایه معروف‌ترین اثر خود را به یادگار نهاد. وی در اواخر جنگ ایران و عراق در شهر ازنا بر اثر اصابت ترکش یک بمب مجروح شد و تا پایان عمر به خاطر عوارض آن بیمار بود. از جمله کارهای معروف او «زندگی بی چشم تو درد و عذابه» است که بعدها عبدالوهاب شهیدی و علی‌اصغر زند وکیلی هم این کار را خواندند.

## زندگی
سقایی بعد از ۱۳۴۴ بسیار معروف و به خواننده‌ای شناخته شده تبدیل شد و تا ۱۳۵۷ خوانندگی را ادامه داد. او در طول زندگیش تحصیلات چندانی کسب نکرد و در حد ۴ کلاس ابتدایی سواد داشت. او در مراسم بازدید فرح پهلوی از لرستان نیز خوانندهٔ مراسم بود اما بعد از انقلاب تقریباً خواندن را کنار گذاشت. در زمان جنگ در بمباران شهر ازنا مجروح شد و تارهای صوتی‌اش آسیب دید. او در طول زندگی خود هرگز ازدواج نکرد. تنها فیلمی که از او به یادگار مانده است، فیلم مستند رضا دوباره می‌خواند به کارگردانی سید محمد سیف‌زاده است که زندگی و آثار او را در دهه شصت به تصویر کشیده است. فریدون فرخزاد در شو تلویزیونی خود میزبان رضا سقایی بود که آن زمان به همراهی فرج علیپور در مقام کمانچه‌نواز و چند تن از نوازندگان لرستانی به روی صحنه رفتند.

## ترانهٔ «دایه دایه»
ترانهٔ «موتورچی» («دایه دایه») که سال‌ها پیش با تنظیم مجتبی میرزاده و با صدای سقایی اجرا شده بود در سال ۱۳۸۶ در میان ترانه‌های فاخر و ماندگار ۱۰۰ سال اخیر موسیقی ایران به ثبت ملی رسید.

## آلبوم‌ها
تا پیش از انقلاب ۵۷ کاست‌هایی معمولاً بدون نامِ آلبوم به صورت غیررسمی و توسط استریوهای وقت تهران ازجمله شرکت سی‌بی‌اس به‌صورت سیستم دالبی حرفه‌ای از وی پخش شد ولی پس از انقلاب به اهتمام اهالی موسیقی لرستان و به‌ویژه شرکت‌های آوای سپهر و نوای زاگرس سه آلبوم قدم‌خیر، تفنگ و موتورچی از وی انتشار یافت فیلم مستند رضا دوباره می‌خواند به کارگردانی سیدمحمدسیف‌زاده در سال ۱۳۹۴ به‌صورت سینمایی اکران شد. در سال ۱۳۹۵ نیز تعداد هفت ترانه از ترانه‌های تمرینی و بدون ساز رضا سقایی که درمحافل خصوصی خوانده بود با تلاش امین عباسیان، ریاست انجمن موسیقی لرستان، و جمعی از نوازندگان شهرستان خرم‌آباد در قالب آلبومی با عنوان دنگ دیر به علاقه‌مندان عرضه گردید. آثار منتشرنشدهٔ بسیاری از او به یادگار مانده است.

## درگذشت

رضا سقایی در بستر بیماری

رضا سقایی در تاریخ ۲۷ تیر ۱۳۸۹ به دلیل نارسایی تنفسی در پی سکته مغزی در بیمارستان ساسان تهران درگذشت. پیکر وی در تاریخ ۳۱ تیر ۱۳۸۹ در تهران تشییع و به شهر زادگاهش خرم‌آباد منتقل شد، در این مراسم تعدادی از هنرمندان و اهالی لرستان و دوستداران این هنرمند شرکت داشتند درویش‌رضا منظمی، نوازندهٔ کمانچه، با انتقاد از کم‌توجهی مسئولان به وضعیت هنرمندان گفت:
هنرمندان بیش از آنکه نیازمند مادیات باشند به توجه و محبت نیاز دارند و ما امروز شاهد هستیم که سقایی که بیش از ۲۰ سال بیمار و در کنج خانه‌اش افتاده بود هیج کس سراغی از او نمی‌گرفت ولی حالا همه به سر و سینه خود می‌زنند.
علی‌اکبر شکارچی، خواننده و کمانچه‌نواز، دربارهٔ سقایی گفت:
مردم هنردوست ایران، لرستانی‌های عزیز هنرپرور، ذهن و گوش و هوش شما و فرزندانتان در سراسر ایران با نغمه‌خوانی سقایی با موسیقی لری آشنا شد. او با تهی‌دستی و صبوری نهال موسیقی لری را در طول عمر پربارشان در جان شیفته شما غرس کرد. اکنون بسیار متأسفم که سرنانوازان لرستان در سوگ او بایستی ساز بنوازند.

### تشییع در خرم‌آباد
پیکر هنرمند رضا سقایی پس از تشییع در تهران به خرم‌آباد منتقل شد و در تاریخ ۲ مرداد ۱۳۸۹ با شرکت جمعی از مسئولان دولتی استان لرستان، مردم، اهالی موسیقی و دوست‌داران وی تشییع و در قطعه هنرمندان آرامستان خرم‌آباد به خاک سپرده شد. حسین پرنیا، نوازنده سنتور و آهنگساز و از شرکت کنندگان در مراسم تشییع پیکر رضا سقایی در خرم‌آباد، در خصوص این مراسم گفت:
جای تعجب است که این قدر جمعیت در تشییع پیکر هنرمند لرستانی شرکت کرده‌اند! یا سقایی اهل این شهر نیست یا این شهر متعلق به رضا سقایی نمی‌باشد؛ چرا که انتظار داشته‌ایم عدهٔ بیشتری از مردم در مراسم تشییع استاد سقایی شرکت می‌کرد.